# Valmieras novads
Valmieras novads is een gemeente in Vidzeme in het noorden van Letland. Het bestuurscentrum is de stad Valmiera.
De gemeente ontstond op 1 juli 2021 als resultaat van een fusie van de "republieksstad" Valmiera en de gemeenten Beverīnas novads, Burtnieku novads, Kocēnu novads, Mazsalacas novads, Naukšēnu novads, Rūjienas novads en Strenču novads. Het grondgebied van de gemeente komt bijna overeen met dat van het in 2009 opgeheven district Valmiera: alleen Strenči en omgeving hoorden daar niet bij.
Nationale steden (valstspilsētas):

Daugavpils  · Jelgava · Jūrmala · Liepāja · Rēzekne · Riga · Ventspils

Gemeenten (novadi):

Ādažu novads
· Aizkraukles novads
· Alūksnes novads
· Augšdaugavas novads
· Balvu novads
· Bauskas novads
· Cēsu novads
· Dienvidkurzemes novads
· Dobeles novads
· Gulbenes novads
· Jelgavas novads
· Jēkabpils novads
· Krāslavas novads
· Kuldīgas novads
· Ķekavas novads
· Limbažu novads
· Līvānu novads
· Ludzas novads
· Madonas novads
· Mārupes novads
· Ogres novads 
· Olaines novads
· Preiļu novads
· Rēzeknes novads 
· Ropažu novads
· Salaspils novads
· Saldus novads
· Saulkrastu novads
· Siguldas novads
· Smiltenes novads
· Talsu novads
· Tukuma novads
· Valkas novads
· Valmieras novads
· Varakļānu novads
· Ventspils novads 